# Golfo de Ob

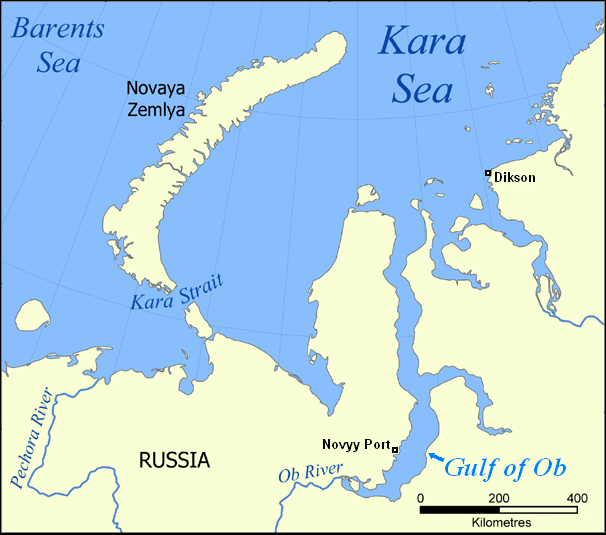
Localização do golfo de Ob, no sul do mar de Kara

O golfo de Ob, também conhecido como baía de Ob, é uma enorme baía do oceano Árctico no norte da Rússia, cuja cabeça fica na boca do rio Ob. Este golfo flui para o mar de Kara, que também se situa no oceano Árctico. Desagua também neste golfo o rio Taz.
Neste golfo, descobriram-se depósitos muito grandes de gás natural e de petróleo. O petróleo e o gás dos poços do sul são enviados através de oleodutos e por ferrovia. A jazida de gás de Yamburg, descoberta em 2001, é considerada como uma das maiores do mundo, e fica entre a parte sul do golfo e o estuário do rio Taz, a leste.